# Поульсен, Никлас
Ни́клас По́ульсен (фар. Niklas Poulsen; род. 30 марта 1989 года в Тофтире, Фарерские острова) — бывший фарерский футболист, защитник, выступавший за клубы «Б68» и «Скала».

## Карьера
Никлас начинал карьеру в «Б68» из родной деревни Тофтир. Свою первую игру за дублирующий состав клуба он провёл 16 мая 2005 года, это была встреча в рамках второго дивизиона против столичного «Фрама». Всего в своём дебютном сезоне на взрослом уровне защитник принял участие в 6 матчах второй лиги. 2 апреля 2006 года в поединке высшего дивизиона против «ЭБ/Стреймур» состоялся его дебют за первую команду «Б68». Всего в 2006 году он сыграл в 3 матчах первенства архипелага. В сезоне-2007 «Б68» выступал в первом дивизионе, а Никлас отыграл там 6 встреч. В 2008 году тофтирцы снова играли в премьер-лиге, и защитник принял участие в 6 матчах турнира. В 2009—2010 годах он стал игроком глубокого резерва тофтирцев и в сумме сыграл всего в 2 матчах.
В 2011 году Никлас перешёл из «Б68» в «Скалу» и отыграл за неё 7 встреч в первом дивизионе, 1 раз отличившись забитым голом. В сезоне-2012 состоялось возвращение защитника в стан тофтирцев, однако он не провёл ни одной игры за первую команду и выступал за её дублирующий состав. В 2013 году Никлас стал основным игроком «Б68» и внёс весомый вклад в победу клуба в первом дивизионе, приняв участие в 21 матче. 1 сентября того же года в поединке со второй командой «ТБ» он забил свой первый гол за тофтирский коллектив. Никлас оставался игроком основы и в следующем сезоне, отыграв 19 игр в премьер-лиге. По его итогам «Б68» снова покинул высшую лигу.
В 2015 году Никлас помог «Б68» оформить быстрое возвращение в класс сильнейших, отыграв 26 встреч в первом дивизионе. В сезоне-2016 он был игроком ротации и провёл 13 игр в фарерской премьер-лиге, а его клуб не смог избежать вылета. В 2017 году Никлас был основным защитником тофтирцев и сыграл в 24 матчах первого дивизиона. В 2018 году он потерял место в составе «Б68» и был переведён во вторую команду. Защитник провёл за неё 11 матчей во второй лиге и принял решение уйти из футбола в конце сезона-2018.

## Достижения
«Б68»
- Победитель первого дивизиона (2): 2007, 2013

 «Б68 II»
- Победитель второго дивизиона (1): 2007